# Pleiocarpidia corniculata
Pleiocarpidia corniculata är en måreväxtart som beskrevs av Cornelis Eliza Bertus Bremekamp. Pleiocarpidia corniculata ingår i släktet Pleiocarpidia och familjen måreväxter. Inga underarter finns listade i Catalogue of Life.